# Андре Шенье (опера)
«Андре Шенье» (итал. Andrea Chénier) — опера итальянского композитора Умберто Джордано, принадлежащая к наиболее значительным музыкальным произведениям веризма. Итальянское либретто Луиджи Иллики основано на вольной интерпретации событий, связанных с казнью французского поэта Андре Шенье во время Великой французской революции.
Будучи четвёртой оперой Джордано, «Андре Шенье» принесла ему мировую славу. До сегодняшнего дня она остается наиболее известным и популярным произведением композитора.
Партия Шенье вошла в репертуар многих теноров: Франческо Таманьо, Джованни Мартинелли, Энрико Карузо, Беньямино Джильи, Джакомо Лаури-Вольпи, Антонио Кортиса, Франко Корелли, Марио дель Монако, Пласидо Доминго, Лучано Паваротти и др.

## Действующие лица
| Андре Шенье, поэт                                  | тенор         |
| Графиня де Куаньи, аристократка                    | меццо-сопрано |
| Мадлен де Куаньи, её дочь                          | сопрано       |
| Шарль Жерар, слуга графини, революционер           | баритон       |
| Берси, мулатка, горничная Мадлен де Куаньи         | меццо-сопрано |
| Пьер Флевиль, писатель, гость графини              | бас           |
| Аббат, гость графини                               | тенор         |
| Матье, официант в кафе, революционер               | баритон       |
| «Невероятный», шпион революционного правительства  | тенор         |
| Роше, друг Шенье                                   | бас           |
| Мадлон, старуха-патриотка                          | меццо-сопрано |
| Фукье-Тенвиль, обвинитель революционного трибунала | бас           |
| Шмидт, тюремщик Сен-Лазара                         | баритон       |
| Мажордом графини де Куаньи, отец Жерара            | бас           |
| Дамы, кавалеры, солдаты, судьи, народ — хор        |               |

## Краткое содержание

### Акт первый. 1789. Замок графини де Куаньи
Слуги графини под руководством мажордома суетятся, готовясь к приёму гостей. Среди них молодой Шарль Жерар. Он не такой как его отец, ему противно прислуживать аристократам. Согласно идеалам Просвещения, Шарль считает всех людей равными, тем более, что он влюблен в дочь графини прекрасную Мадлен. Входят Мадлен и графиня, они не обращают внимания на лакея. Графиня отдает приказания мажордому, Мадлен беседует с горничной Берси о своем наряде. Все готово. Появляются гости. Среди них писатель Флевиль, который представляет хозяйке и её дочери молодого поэта Андре Шенье. Графиня беседует с вошедшим аббатом. Мадлен заинтересовалась поэтом. Приглашенные артисты, наряженные пастухами и пастушками, исполняют пастораль. Флевиль хвалит Шенье не только как поэта, но и как импровизатора, графиня просит его почитать свои стихи, а Мадлен дает тему для импровизации — любовь. Шенье импровизирует, но в его стихах звучит идея того, что сейчас не время для любви, отчизна требует от общества участия в судьбе народа, преодоления его нищеты, удовлетворения насущных нужд. Общество шокировано. В это время Жерар вводит в зал толпу нищих крестьян. Он гневно обличает общество, показывая ему настоящих, а не театральных поселян. Графиня приказывает Жерару убираться вон. Вместе с народом уходит и Шенье. Музыканты играют танец, и общество продолжает веселиться.

### Акт второй. 1793.Париж. Улица возле Кафесанкюлотов
Официант Матье беседует с мулаткой Берси. Город возбужден. Только что в Конвенте Марат одержал победу над жирондистами, и теперь толпа с криками «Смерть жирондистам, да здравствует Марат!» ходит по улицам. К беседующим подходит человек в костюме «Инкруаябль». Будучи шпионом, он обвиняет Берси, в том, что она общается со своей бывшей хозяйкой-аристократкой. Берси с гневом отвергает все обвинения и высмеивает «Инкруаябль». Возле кафе встречаются Шенье и его друг Роше. Шенье — умеренный революционер, близкий к жирондистам. Роше предупреждает, что после победы радикальных революционеров для Шенье небезопасно находиться в Париже, ему нужно уехать. Но поэт отказывается. Он увлечен загадочной интригой — каждый день он получает любовные письма от неизвестной дамы, и вот-вот состоится свидание. Очередная революционная демонстрация прерывает свидание друзей. Появляется Жерар. Он радикал-революционер, якобинец. «Инкруаябль» докладывает ему результаты своих наблюдений. Жерар все ещё влюблен в Мадлен и просит шпиона разыскать её. В это время Берси в толпе сообщает Шенье, что неизвестная дама сейчас будет здесь. Толпа рассеивается, и на улице остается только Шенье. Появляется Мадлен. Она признается Шенье, что любит его, и что это она писала ему письма. Шенье также любит Мадлен. Но свидание влюбленных прерывает Жерар, которого привел подслушивавший все «Инкруаябль». Подоспевший Роше уводит Мадлен. Шенье и Жерар обнажают шпаги. «Инкруаябль» бежит за помощью. Шенье наносит Жерару рану. Тот вспоминает, что они были друзьями в начале революции, просит Шенье уйти и предупреждает, что он как жирондист включен в списки подозрительных, подлежащих аресту. Шенье уходит. Возвращается толпа. На вопрос, кто его ранил, Жерар отвечает, что не знает его. Толпа с криками «Смерть жирондистам!» уносит Жерара.

### Акт третий. 1794. Революционный трибунал
Матье и Жерар, поправившийся после ранения, обращаются к народу с призывом вступать в революционную армию и жертвовать на военные нужды, так как международная контрреволюция ведёт беспощадную войну против Франции. На призыв откликается старуха Мадлон, сын которой погиб при штурме Бастилии, а старший внук — в битве при Вальми. Теперь она привела своего младшего внука, чтобы он вступил в армию и защищал революцию. С патриотическими песнями толпа уходит. В зале остается Жерар. К нему приходит человек в костюме «Инкруаябль». Он сообщает, что Шенье арестован, но для обвинения не достает улик. Жерар колеблется, тогда «Инкруаябль» рассказывает, что Шенье продолжает встречаться с Мадлен. Ослеплённый ревностью, Жерар пишет донос на Шенье, в котором обвиняет его в связях с изменившим революции генералом Дюмурье. «Инкруаябль» уносит бумагу. В зал заходит женщина под вуалью, когда она открывает лицо, Жерар видит, что это Мадлен. Он пытается говорить ей о своей любви, но Мадлен отвергает признания Жерара. В ярости Жерар вспоминает все унижения и несправедливости, которым он подвергался в замке графини де Куаньи до революции, как его с позором выгнала графиня, а Мадлен не обращала на него внимания. Мадлен говорит, что все изменилось, теперь он является её гонителем: графиня убита восставшей толпой, замок сожжен, единственный человек, который ещё привязывает Мадлен к жизни — в тюрьме и ему грозит казнь. Она готова пожертвовать всем, чтобы спасти Шенье, если нет — она умрет вместе с ним (знаменитая ария Мадлен «La mamma morta»). Потрясенный признанием Мадлен, Жерар решает спасти Шенье. Зал вновь заполняется толпой. Обвинитель Фукье-Тенвиль начинает разбор дел под крики толпы, требующей смертных приговоров. Вызывают Шенье. В ответ на обвинения в связях с Дюмурье Шенье подтверждает, что воевал под руководством генерала при Вальми и защищал Францию. Жерар пытается опровергнуть свой донос, но толпа обвиняет его в том, что он продался врагам революции. Судьи под одобрение публики выносят Шенье смертный приговор.

### Акт четвёртый. 1794. Тюрьма Сен-Лазар
Тюремщик Шмидт приводит в камеру к Шенье его друга Роше. В тюрьме, отрешившись от революционной и политической деятельности, Шенье пишет лирические стихи о любви, весне. Одно из них он читает Роше. Шенье провожает Роше к выходу. Тем временем в тюрьму пришёл Жерар. Неожиданно здесь он встречает Мадлен. Она поменялась с женщиной, приговоренной к смерти, и теперь будет рядом с Шенье до самого конца. Потрясенный Жерар уходит, чтобы просить о помиловании у самого Робеспьера. Возвращается Шенье. Увидев Мадлен, он приходит в восторг. Влюбленные, которые не могли быть вместе при жизни, соединятся в смерти. Возвращается Жерар. Робеспьер отверг просьбу о помиловании поэта — поэтам не место в государстве торжествующего разума. Входит тюремщик. Он вызывает Андре Шенье и Иду Легрей (под этим именем в тюрьму проникла Мадлен). Взявшись за руки, влюбленные идут к гильотине.

## Дискография

### Студийные записи
| Год  | Исполнители (Андре Шенье, Мадлен де Куаньи, Шарль Жерар) | Дирижёр, оркестр                                                                         | Студия                                                                                                  |
| ---- | -------------------------------------------------------- | ---------------------------------------------------------------------------------------- | --- |
| 1920 | Луиджи Лупато, Валентина Бартоломаси, Адольфо Пачини     | Карло Сабайно, Хор и оркестр Театра Ла Скала, Милан                                      | 78rpm: Società Nazionale del Grammofono «La Voce del Padrone» Cat: S 5520-5552 (even numbers, 17 discs) |
| 1929 | Луиджи Марини, Лина-Бруна Раза, Карло Галеффи            | Лоренцо Молайоли, Хор и оркестр Театра Ла Скала, Милан                                   | Audio CD: Naxos Records, Cat: 8.110066-67                                                               |
| 1941 | Беньямино Джильи, Мария Канилья, Джино Бекки             | Оливьеро де Фабрициус, Хор и оркестр Театра Ла Скала, Милан                              | Audio CD: EMI Classics, Cat: 69996                                                                      |
| 1951 | Джино Сарри, Франка Сакки, Альдо Протти                  | Альберто Паолетти, Хор и оркестр Римской Оперы                                           | Audio CD: Cantus Classics, Cat: 500699                                                                  |
| 1953 | Хозе Сольер, Рената Тебальди, Уго Саварезе               | Артуро Базиль, Хор и оркестр Радио, Турин                                                | Audio CD: Warner Fonit, Cat: 8573                                                                       |
| 1957 | Марио дель Монако, Рената Тебальди, Этторе Бастианини    | Джанандреа Гаваццени, Хор и оркестр Академии Санта-Чечилия, Рим                          | Decca, Cat: 425407                                                                                      |
| 1957 | Ричард Такер, Мария Куртис Верна, Марио Серени           | Фаусто Клева, Хор и оркестр Метрополитен-опера, Нью-Йорк                                 | Audio CD:                                                                                               |
| 1963 | Франко Корелли, Антониетта Стелла, Марио Серени          | Габриеле Сантини, Хор и оркестр Римской оперы                                            | Audio CD: EMI Classics, Cat: 58676                                                                      |
| 1976 | Пласидо Доминго, Рената Скотто, Шеррилл Милнз            | Джеймс Ливайн, Хор Джона Эдлиса, Национальный филармонический оркестр, Лондон            | Audio CD: RCA, Cat: 2046                                                                                |
| 1984 | Лучано Паваротти, Монтсеррат Кабалье, Лео Нуччи          | Риккардо Чалли, Хор Уэльской оперы, Национальный филармонический оркестр, Лондон         | Audio CD: Decca, Cat: 410117                                                                            |
| 1986 | Хосе Каррерас, Ева Мартон, Джорджо Дзанканаро            | Джузеппе Патане, Хор Венгерского радио и телевидения, оркестр Венгерской оперы, Будапешт | Audio CD: Sony Classical, Cat: 42369                                                                    |
| 1988 | Нил Шикофф, Мире́лла Фре́ни, Томас Аллен                   | Джузеппе Синополи, Оркестр филармонии, хор Амброзийской оперы                            | Audio CD: Deutsche Grammophon, Cat: 413 825-2                                                           |
| 2005 | Фабио Армилиато, Даниэла Десси, Карло Гульфи             | Векослав Сутий Хор и оркестр «Джузеппе Верди», Милан                                     | Audio CD: DG, Cat: 476 6453                                                                             |